# Distrito de Quechualla

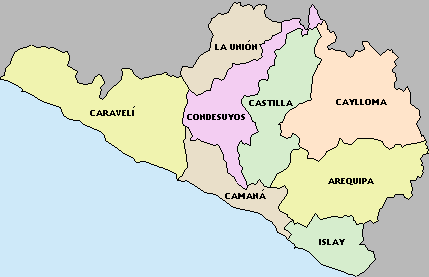
Provincias de Arequipa

El distrito de Quechualla es uno de los once que conforman la provincia de La Unión, ubicada en el departamento de Arequipa en el Sur del Perú.
Se encuentra ubicado en el sector Sureste de la provincia de La Unión, a una altitud promedio de 2658.5 m s. n. m., tiene una superficie de 132.9 km² y cuenta con una población permanente de 278 hab. siendo el caso que se registra un aumento considerable de la población durante los meses de diciembre a marzo a consecuencia de la temporada de cosecha de la producción agrícola, llegándose a contar con más de 500 habitantes. Asimismo, el distrito de Quechualla es parte de la Reserva Paisajística Subcuenca del Cotahuasi, área natural protegida creada mediante el Decreto Supremo N.º 027-2005-AG de fecha 27 de mayo de 2005.
Limita por el norte con el Distrito de Charcana, por el sur con los Distritos de Tauría y Toro, por el oeste con el Distrito de Sayla y el Distrito de Corculla, Provincia de Parinacochas y Departamento de Ayacucho, y por el este con el Distrito de Toro.
Quechualla ocupa el puesto 85 en el Mapa de Pobreza Provincial y Distrital 2013, elaborado por el INEI.
El ubigeo del distrito de Quechualla es 040807, de acuerdo a la norma técnica para el uso de código de ubicación geográfica, aprobada por la Resolución Jefatural N.º 149-2001-INEI.

## Historia
El distrito de Quechualla fue creado mediante Decreto S/N del 4 de mayo de 1835, durante el gobierno del Presidente Provisorio Luis José de Orbegoso y Moncada.
Mediante Ley N.º 69 del 7 de septiembre de 1905, se trasladó al centro poblado Velinga la capital del distrito.

## Geografía
El distrito de Quechualla se encuentra a una altitud promedio de 2658.50 m s. n. m., su gradiente altitudinal fluctúa entre los 1517 m (sector Ushua) y los 3800 m (sector Supajota). Si bien el relieve del Distrito es muy escarpado, accidentado y abrupto debido a la presencia de valles aluviales, pampas, quebradas y estribaciones andinas, el principal elemento fisiográfico y geomorfológico que define al Distrito es el cañón de Cotahuasi, formado por el río del mismo nombre, el cual corresponde a uno de los accidentes geográficos originados por un río a través de un proceso de epigénesis que excava en terrenos blandos una profunda hendidura de paredes casi verticales. Este cañón presenta incisiones lineales de tendencia rectilínea y posee un carácter estructural dirigido por la erosión remontante del río, incluso, por levantamientos tectónicos.

### Clima
En el distrito de Quechualla se han reconocido 2 grandes tipos climáticos, cuyas características están relacionadas con la gradiente latitudinal y altitudinal:
- Clima semicálido muy seco (desértico o árido subtropical): caracteriza al área comprendida entre los 900 y 1000 m s. n. m. Se puede observar microclimas particulares en las localidades de Chaupo y Quechualla del distrito de Quechualla. La precipitación pluvial anual es menor a 100 mm. Las temperaturas medias en la época fría oscilan en 17 °C, mientras que en las épocas de mayor calor llegan a 24 °C. Las condiciones de las áreas agrícolas de quebrada, asentadas en valles aluviales, son de extrema aridez, lo que determina que la agricultura se practique exclusivamente bajo la modalidad de riego.

- Clima templado subhúmedo (estepa y valles interandinos bajos): este clima caracteriza el área comprendida entre los 1000 y 3000 m s. n. m., cubriendo gran parte del distrito de Quechualla. La precipitación anual media, mínima es de 100 mm y máxima de 600 mm. En las zonas más bajas se mantienen las condiciones de aridez, con temperaturas promedio de 17 °C y en las zonas más altas de 7 °C. Asimismo, entre julio y agosto, en las zonas cercanas a los 3000 m s. n. m., las temperaturas disminuyen sin llegar al nivel de congelación. Durante el año se presentan heladas en las zonas intermedias que afectan la agricultura.

### Hidrografía
El río Cotahuasi, con sus nacientes en la zona andina, presenta en el distrito de Quechualla un cauce con dirección predominante de noroeste y sureste. Durante todo su trayecto por el distrito, sus aguas discurren por debajo de las áreas de cultivo, limitando fuertemente su uso con fines de irrigación.
En el distrito existen tres microcuencas que aportan agua durante todo el año: Chuquibamba, Huanuca-Velinga y Quechualla, lo que permite la presencia de vegetación ribereña y el mantenimiento de los ecosistemas silvestres asociados. Estas microcuencas constituyen la fuente principal de abastecimiento de agua durante todo el año. Estos sistemas presentan un curso principal y áreas de influencia relativamente pequeñas. Sus fuentes principales son manantiales, que afloran mayormente en la zona alta y media de las microcuencas. Las aguas de estas fuentes son dirigidas para los sistemas de riego existentes dentro del distrito.
Las áreas interfluviales discurren sus aguas directamente al curso principal, especialmente en la época de lluvia; estas áreas no tienen tributarios significativos. Los pobladores asentados en estas áreas se dedican a la agricultura y ganadería, aprovechando las aguas subterráneas que afloran como manantiales.

### Accesibilidad
Se accede desde Cotahuasi al distrito de Quechualla a través de la carretera Sipia- Quechualla. Esta vía es afirmada, tiene una longitud aproximada de 19.2 km y un ancho de rodadura promedio de 5.00 m. El trayecto de Cotahuasi a Quechualla dura dos horas aproximadamente en transporte público, las unidades parten desde el Terminal Terrestre de Cotahuasi todos los días a las 6:30 a. m. y retornan desde el centro poblado Quechualla a las 11:00 a. m., a excepción de los días lunes, viernes y domingo, días en que hay doble turno, saliendo a la 1:30 p. m. y retornando a las 4:30 p. m.. La tarifa del transporte público varía de acuerdo al sector de Quechualla donde se requiera llegar. Existe la posibilidad de contratar transporte privado en autos, camionetas tipo Van y motocicletas.

## Centros poblados
La capital del distrito es Velinga. Quechualla está compuesto políticamente por 36 centros poblados que se distribuyen en 6 zonas territoriales:
| ZONA TERRITORIAL | NOMBRE DEL CENTRO POBLADO | ÁREA DE RESIDENCIA | CATEGORÍA           |
| Velinga          | Velinga                   | Urbano             | Pueblo              |
| Velinga          | Mayo                      | Rural              | Unidad Agropecuaria |
| Velinga          | Limacchaca                | Rural              | Unidad Agropecuaria |
| Velinga          | Barranquilla              | Rural              | Otros               |
| Velinga          | Ucuwillca                 | Rural              | Otros               |
| Velinga          | Gergo                     | Rural              | Otros               |
| Allancay         | Allancay                  | Rural              | Anexo               |
| Allancay         | Caja                      | Rural              | Unidad Agropecuaria |
| Allancay         | Alljollay                 | Rural              | Otros               |
| Allancay         | Pichiulla                 | Rural              | Otros               |
| Chaupo           | Chaupo                    | Rural              | Anexo               |
| Chaupo           | Llapchaclla               | Rural              | Otros               |
| Huanuca          | Huanuca                   | Rural              | Anexo               |
| Huanuca          | Rosario Pampa             | Rural              | Anexo               |
| Huanuca          | Sancay                    | Rural              | Otros               |
| Huanuca          | Huanca                    | Rural              | Otros               |
| Picha            | Picha                     | Rural              | Anexo               |
| Picha            | Ayamasaca                 | Rural              | Otros               |
| Picha            | Caihuine                  | Rural              | Anexo               |
| Picha            | Pucará                    | Rural              | Otros               |
| Picha            | Callauco                  | Rural              | Otros               |
| Picha            | Sopaccota                 | Rural              | Otros               |
| Picha            | Zoca                      | Rural              | Otros               |
| Picha            | Jotopata                  | Rural              | Otros               |
| Quechualla       | Quechualla                | Rural              | Anexo               |
| Quechualla       | Cocota                    | Rural              | Anexo               |
| Quechualla       | Machaulla                 | Rural              | Otros               |
| Quechualla       | Uti                       | Rural              | Otros               |
| Quechualla       | Huina                     | Rural              | Otros               |
| Quechualla       | Chaqueta                  | Rural              | Otros               |
| Quechualla       | Maucallacta               | Rural              | Otros               |
| Quechualla       | Quechuaña                 | Rural              | Otros               |
| Quechualla       | Quismo                    | Rural              | Otros               |
| Quechualla       | Huaña                     | Rural              | Otros               |
| Quechualla       | Ccacllac                  | Rural              | Otros               |
| Quechualla       | Ayapacha                  | Rural              | Otros               |

## Economía

### Agricultura
La principal actividad económica de Quechualla es la agricultura. Gracias a sus excelentes condiciones climáticas, la actividad agrícola de Quechualla tiene una gran variación, permitiendo sostener cultivos tropicales como cítricos, vid y frutales de hueso en la parte baja, así como cereales, maíz y tuberosas en las partes medias y altas. Una de las principales características y, por cierto, ventaja de la producción agrícola de Quechualla es el uso tradicional de técnicas de agricultura orgánica, sistema de producción por el cual se utiliza de manera óptima los recursos de la cultivos, poniéndole énfasis a la fertilidad del suelo y a la actividad biológica y sin emplear productos químicos sintéticos (plaguicidas o pesticidas), cultivos transgénicos o foráneos, logrando de esta forma obtener alimentos orgánicos a la vez que se respeta el medio ambiente y se protege la salud humana, todo ello de manera sostenible y equilibrada. La tradicional agricultura orgánica de Quechualla se ha mantenido a lo largo del tiempo, buscando satisfacer la demanda de la Provincia de La Unión dado que es el único distrito que provee fruta fresca y de excelente calidad a toda la población.
Se realiza en forma tradicional, con limitaciones tecnológicas y poca articulación hacia los mercados regionales y nacionales, así como restricciones en cuanto a capacitación y asistencia técnica y carencias en materia de financiamiento.
El sistema de riego existente es, en su mayor parte, de construcción comunitaria que nace de quebradas, manantiales y ríos de la zona. Los sistemas de riego que predominan son el riego por inundación y por surcos, empleando tubos y mangueras. La organización de los sistemas de riego se realiza a través de los canales de riego, vía las Comisiones y Comités de Regantes.

### Ganadería
La producción ganadera en el Distrito de Quechualla es extensiva –la crianza de ganado vacuno se realiza generalmente en la zona de Huanuca– y está dirigida' principalmente al sustento familiar y a las festividades patronales de las localidades respectivas. También se cría ganado equino, ovino y porcino. Asimismo, está muy extendida la crianza de animales menores (cuyes y conejos) y aves de corral (gallinas y patos).

## Turismo
La actividad turística en el distrito de Quechualla está estrechamente relacionada con el cañón del Cotahuasi, considerado como uno de los más profundos del mundo. Aunque en la actualidad no es un destino importante, se prevé que sus atractivos singulares permitirán ofrecer oportunidades de turismo especializado como el etnoturismo, turismo vivencial, cultural y científico.
La oferta turística de Quechualla es bastante amplia y diversa. Existe una fuente de aguas termales al aire libre en el sector Niñochaca, cuya temperatura oscila entre 25 y 35 grados centígrados. La presencia de ruinas arqueológicas es un potencial importante. Existen pinturas rupestres, restos arqueológicos, instalaciones preincas e incas, con un sistema hidráulico de canales de riego que complementan el imponente sistema de andenerías y de centros poblados cuya arquitectura muestran el paso del hombre por la cuenca, desde hace más de 10,000 años. Cabe resaltar la presencia del Cápac Ñan, el legendario Camino Inca, cuyos restos se hallan bien conservados.
La oferta de bellezas escénicas incluye, además de vistas panorámicas desde puntos elevados al nevado Solimana, las cataratas de Sipia, con una impresionante caída de 150 metros, y otras de lo más diversas. La diversidad de flora y fauna y la oportunidad de apreciarla constituye una oferta importante para el turismo de naturaleza.
Aunque la infraestructura hotelera se ha incrementado, la calidad del servicio aún no cumple con estándares nacionales, en la mayoría de los casos son básicos.

### Atractivos turísticos de Quechualla

#### 1. Bosques de Cactus de Judío Pampa[6]

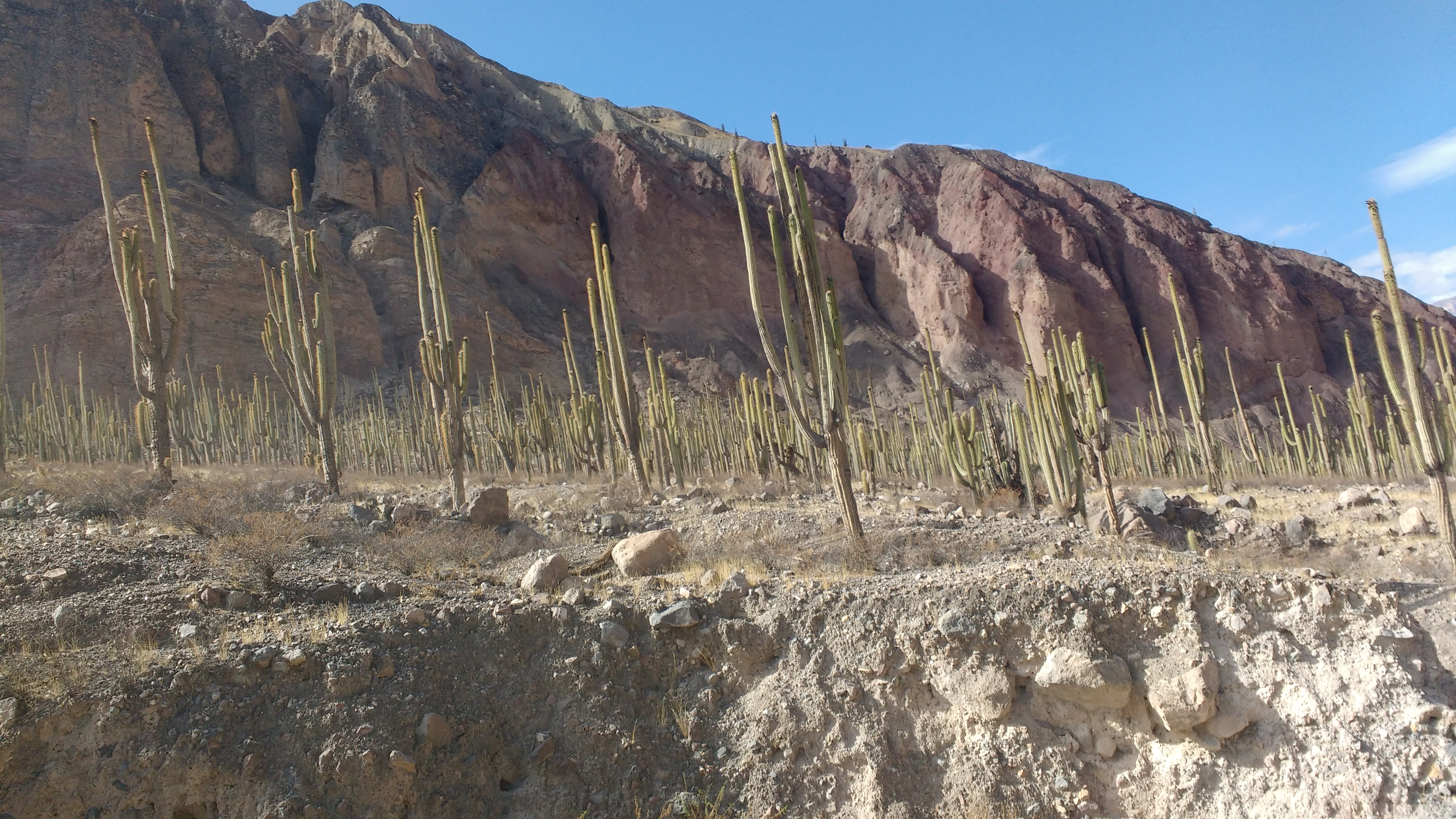
El bosque de cactus de Judío Pampa.

El bosque de cactus de Judío Pampa es un rodal de cactáceas columnares que se ubica en la carretera Sipia-Quechualla, a 20 minutos del centro poblado Rosario Pampa. Constituye uno de los lugares más espectaculares de la provincia de La Unión, tanto por su panorama como por su biodiversidad muy rica que forma parte de uno de los ecosistemas únicos de la Reserva Paisajista Subcuenca de Cotahuasi. Estas cactáceas se encuentran adaptadas a los periodos de estiaje, hallando en el suelo árido las condiciones necesarias para su desarrollo y conservación. Los tamaños de estas cactáceas van desde los 5 cm hasta cactus que alcanzan casi 15 metros de altura. Destacan las especies Weberbauerocereus rauhii "sanki", Armatoceraus ghiesreghtii “sanki”, Neoraimondia arequipensis “sapan warmi”, Melocactus peruvianus "sinsil frutilla o uma-uma", Haageocereus y, en especial, la especie Browningia viridis "judiosanki" que alcanza más de 10 m de alto y cuya forma de candelabro se distingue a grandes distancias, confiriéndole al lugar un paisaje maravilloso. Entre la fauna que habita el bosque encontramos aves como el urpi, el picaflor de collar púrpura (quenchito), las golondrinas, el asthenes cactorum (canasteros de los cactus), mamíferos como el zorro y el murciélago longirostro peruano (Platalina genovensium), especie que se encuentra en peligro de extinción. 
La fauna relacionada con este ecosistema lo conforman especies de aves como el "canastero de los cactus" Asthenes sp, picaflores como el gigante Patagona gigas y murciélagos endémicos como Platalina genovesum. Puede ser visitados por zorros, aguiluchos y otros predadores.
La gran densidad del bosque permite la presencia del murciélago Platalina genovesum, denominado "longirostro peruano", que al alimentarse del néctar y del polen de las flores de los cactus, generan dos hechos importantes: la polinización de la flor y su fertilización y la dispersión de la semilla hacia lugares lejanos.
El clima es templado sub húmedo, con condiciones de aridez y temperatura promedio de 17 °C. El bosque de cactus ocupa una extensión de 48.4 has y está ubicado a 1936 m s. n. m. Se encuentra en buen estado de conservación.

#### 2. Sitio Arqueológico de Huaña[7]
El sitio arqueológico de Huaña está ubicado en las faldas del cerro Angulopampa en el camino de herradura al centro poblado Quechualla a 1663 m s. n. m. Huaña es el complejo más grande y mejor conservado de Quechualla. Se accede desde el sector Niñochaca luego de una caminata de aproximadamente una hora, cruzando para ello el puente Niñochaca. En este sitio arqueológico, distribuido en ambas márgenes del río Cotahuasi, se puede observar numerosos andenes prehispánicos; asimismo, se pueden apreciar una especie de tumbas colgantes y recintos habitacionales que se presumen de origen Wari. Este sitio arqueológico se caracteriza por tener una gran cantidad de andenes de diferentes características, desde 1 a 3 metros de altura, con un área de 36 a 50 m² aproximadamente, con forma de pequeños y grandes rectángulos; entrelazados por un sistema de riego ancestral compuesto por canales y acueductos. La base de estos andenes empieza con piedras de gran tamaño y concluyen con piedras pequeñas que contienen iconografía andina (arco iris, triángulos y figuras geométricas). Existen recintos conformados por una sola habitación, en cuyas construcción se emplearon piedras y barro de diferentes tamaños, las paredes de dichos recintos alcanzan los 3 metros de altura y un ancho de 60 cm, con dimensiones de 3 m x 5 m. Existen 4 habitaciones que se encuentran en regular estado. La flora del lugar está compuesta por cactáceas de atoqkisk'a, judíosanki, Hutchinson, sancayo, (uyu, waskasanki, uypullunku) “corotilla espina”, Foerster, Haageocereus, sinsil frutilla o uma uma, sapan warmi, ilbris, huarango, entre otras. También se encuentran animales como reptiles, picaflores, murciélagos, loros, pájaro carpintero, mientras que en el río existen truchas, camarones y aves como el pato de los torrentes, chejuayto, cuculí, chiguanco y otros. Al final de Huaña existe un puente colgante de 30 metros de largo, construido con tablas sujetadas por gruesos alambres, que permite la continuación del camino de herradura hacia el centro poblado Quechualla.
Las andenerías se encuentran en regular estado de conservación debido al abandono y la falta de uso por la inexistencia del agua, presumiéndose que fue un centro de experimentación agrícola, posiblemente haya servido también como un centro religioso de culto al agua aunado a la existencia de piedras ceremoniales como la denominada "Batán del Diablo".

#### 3. Pueblo de Velinga[8]
El pueblo de Velinga es la capital del distrito de Quechualla desde el 7 de septiembre de 1905, fecha en la cual mediante por Ley N.º 69 el Congreso de la República ordenó el traslado de la capital del Distrito de Quechualla, ubicada hasta entonces en el centro poblado Quechualla, al pueblo de Velinga. Velinga está localizada a una altitud aproximada de 2050 m s. n. m., su clima es cálido, la temperatura promedio en verano es de 22 °C y en invierno de 14 °C. Se accede por dos rutas: en vehículo por la carretera afirmada que parte desde el sector Barranquiila, y a pie o acémila, por el camino de herradura que parte desde el sector Mayo, ubicado en la carretera Sipia-Quechualla, en una caminata de 30 minutos aproximadamente. Velinga es también conocido como el “Pueblo de Piedras”, debido a que sus construcciones están hechas de piedra con techo de barro con carrizo, que conjugan perfectamente con el paisaje natural que la rodea. El pueblo de Velinga representa uno de los atractivos turísticos más interesantes y poco difundidos de la provincia de La Unión, dado que es muy probable que las construcciones que actualmente existen y que son empleadas por la población como viviendas fueron erigidas en tiempos precolombinos. Este lugar se caracteriza por la sensación de que el tiempo no ha transcurrido, siendo un pueblo tranquilo y sosegado. Sus pobladores poseen grandes viñedos lo que hace que Velinga sea una de las mayores zonas productoras de vino del distrito de Quechualla. Sus vinos son muy apreciados por los conocedores de la provincia de La Unión, ya que se elaboran de forma artesanal y de manera orgánica. Los productores cada vez se esmeran en cultivar mejor los viñales. Las podas se realizan entre los meses de agosto y septiembre. La vendimia se realiza en forma costumbrista entre los meses de febrero y marzo, teniéndose lista la producción para su consumo en el mes de mayo coincidiendo con el aniversario de la provincia de La Unión. Los pobladores de Velinga también se dedican a la agricultura, se cultivan más de 40 tipos de frutas, entre ellos resalta la papaya, el higo, la guayaba, el pacae, el plátano, la naranja, la mandarina, el mango, el limón, etc. Una de sus principales fiestas religiosas es la del Divino Niño Jesús de Velinga, que se celebra el 1 de enero con una duración de 3 días, con la presentación de danzas como las Huayliyas, quienes llegan desde los distritos de Sayla y Tauria para participar en la festividad, pero la actividad costumbrista que más resalta es el Gallo T'epey, actividad que consiste en la competencia de jóvenes jinetes en conseguir un trofeo, que es un gallo, la competencia se realiza en la plaza principal desplazándose además por las calles principales del pueblo. Velinga posee uno de los miradores que permite tener una vista del cañón de Cotahuasi conocido como el Mirador de la Cruz; también se puede apreciar andenes preincas y minas artesanales de la época de la Colonia. Su iglesia principal de estilo colonial, se dice que es uno de los templos más antiguos de La Unión, pues data del siglo XVII, sus estructuras se caracterizan por tener un sótano por debajo del templo donde se encuentran tumbas de los primeros evangelizadores de la Iglesia Católica.

## Autoridades

### Municipales
- 2023-2026[9]
  - Alcalde: Edgar David Chamana Cano (Movimiento Regional Arequipa Avancemos).
  - Regidores: Trinidad Antonia Espinal Retamozo (Movimiento Regional Arequipa Avancemos), Jhon Edilberto Guzmán Campos (Movimiento Regional Arequipa Avancemos), Sofía Bravo Heredia (Movimiento Regional Arequipa Avancemos), Víctor Marcial Flores Martínez (Movimiento Regional Arequipa Avancemos) y Luisa Mendoza Valencia (Juntos por el Desarrollo de Arequipa).
- 2019-2022[10]
  - Alcalde: Noe Ronald Pulcha Medina (Acción Popular).
  - Regidores: Jorge Heredia Rosas (Acción Popular), Brígida Marlene Aspilcueta Valencia (Acción Popular), Mariluz Rosaida Quispe Cano (Acción Popular), Corina Natalia Ancasi Mejia (Acción Popular) y Luis Justo Chamana Buiza (Alianza para el Progreso de Arequipa).
- 2015-2018[11]
  - Alcalde: Aldo Enrique Córdova Heredia (Movimiento Regional Arequipa, Tradición y Futuro).
  - Regidores: Israel Nino Guzmán Secaira (Movimiento Regional Arequipa, Tradición y Futuro), Dilsa Lina Quispe Cano (Movimiento Regional Arequipa, Tradición y Futuro), Gladys Mariella Vera Mendoza (Movimiento Regional Arequipa, Tradición y Futuro), Rosa Berónica Huarcaya Carbajal[12] (Movimiento Regional Arequipa, Tradición y Futuro) y Nolberto Guillermo Heredia Valencia (Alianza para el Progreso de Arequipa).

## Festividades
- Niño Jesús.Fiesta Patronal realizada en Velinga desde el 31 de diciembre al 3 de enero
- Las cruces.
- San Juan.
- Virgen de Cocharcas.
- Virgen de Quechualla.
- San Antonio de Padua, fiesta patronal realizada en Quechualla del 16 al 18 de enero.

## Ubicación geográfica
|                         | Norte: Charcana    |            |
| Oeste: Sayla y Corculla |                    | Este: Toro |
|                         | Sur: Tauría y Toro |            |